# Vincenzo Caponigro
Vincenzo Caponigro (Salerno, 18 agosto 1997) è un giocatore di calcio a 5 italiano.

## Carriera
Cresciuto nelle giovanili della Feldi Eboli, Caponigro debutta in Serie C1 nella primavera del 2015. Debutta nella nazionale italiana il 13 aprile 2021, nella vittoria contro il Montenegro valida per le qualificazioni al successivo campionato europeo. A dicembre realizza la prima rete, in amichevole contro l'Iran. Il 17 gennaio 2022 viene incluso nella lista definitiva dell'Italia per l'Europeo 2022.

## Palmarès

### Competizioni nazionali
- Campionato italiano: 1

Feldi Eboli: 2022-23

### Competizioni regionali
- Campionato di Serie C1: 1

Feldi Eboli: 2014-15 (Campania)